# Figuren aus A Silent Voice
Dieser Artikel gibt wichtige Figuren aus A Silent Voice, einer siebenteiligen und abgeschlossenen Mangaserie und dessen Adaption als Kinofilm, wieder.
Aufgrund der Tatsache, dass die Mangareihe als Kinofilm umgesetzt wurde, ist es möglich, dass Figureninformationen im Film fehlen oder eventuell abgeändert wurden. Diese Liste orientiert sich daher an den Manga von Zeichnerin Yoshitoki Ōima.
Sowohl der Manga als auch der Kinofilm wurde aus der Sicht Shōya Ishidas geschrieben, wobei Ishida im Manga auch als Erzähler fungiert, während der Film auf einen Erzähler verzichtet. Im Manga treffen sich die Freunde wieder um ein Filmprojekt in Angriff zu nehmen; in der Adaptation fehlt dieser Aspekt völlig.

## Hauptfiguren

### Shōya Ishida
石田 将也 Ishida Shōya
Shōya Ishida ist die männliche Hauptfigur von A Silent Voice und fungiert im Manga als Erzähler. Als die gehörlose Shōko Nishimiya als neue Mitschülerin in seine Klasse kommt findet er schnell Gefallen daran, sie zu hänseln. Als das Mobbing überhandnimmt, mehrere Hörgeräte zerstört werden und Nishimiya nach einer körperlichen Auseinandersetzung mit Ishida die Schule wechselt, wird er von der Lehrerschaft als Übeltäter ausgemacht. Nachdem er mehrere Klassenkameraden und Freunde als Mittäter bezeichnet, wenden sich diese sich gegen ihn und beginnen Ishida zu drangsalieren. Ishida beginnt mit der Zeit die Personen in seinem Umfeld zu ignorieren – dargestellt mit einem großen X in den Gesichtern – und gerät an den Rand der psychischen Stabilität, wodurch er fast Suizid begeht. Seine Einstellung ändert sich, als er sich bei seinem früheren Opfer entschuldigt und beginnt mit ihr Zeit zu verbringen. Er erlernt die Gebärdensprache um sich bei Nishimiya für sein Verhalten ihr gegenüber während der gemeinsamen Zeit an der Grundschule entschuldigen zu können. Im Manga wird gezeigt, dass er ein Talent für die Gebärdensprache besitzt. Ishida ist der Meinung, dass er für sein damaliges Verhalten noch nicht genug bestraft wurde und wünscht sich, sein jüngeres Ich umbringen zu können. Er scheint sich mit dem Gedanken abgefunden zu haben, nie wieder Freunde finden zu können. Des Weiteren hält sich Ishida für einen unzuverlässigen Erzähler, da er viele seiner Erinnerungen an die anderen Mitschüler hervorruft, die Nishimiya ebenfalls gemobbt haben, um sich besser zu fühlen. Tatsächlich haben seine Mitschüler Nishimiya ebenfalls gemobbt; um sich jedoch nicht ihrer Verantwortung dafür entgegenzustellen haben sie Ishida für ihre Taten als Sündenbock ausgemacht. Ishida hilft Nishimiya im Verlaufe des Mangas, erneut Kontakte zu seinen früheren Mitschülern, bei denen Shōko nie die Möglichkeit bekommen hatte Freundschaften schließen zu können, zu knüpfen. In diesem Prozess leistet Ishida Wiedergutmachung und kommt zum Schluss, dass er doch in der Lage ist, Freunde zu finden. Am Ende der Mangaserie, treffen sich Ishida und Nishimiya, die nach ihrem Abschluss an der Highschool in Tokio studiert hat, am Seijin no Hi wieder.
Im Film steht das X nicht für die Ignoranz Ishidas gegenüber den Personen in seiner Umgebung, sondern für die Unfähigkeit, diesen in die Gesichter zu sehen.

### Shōko Nishimiya
西宮 硝子 Nishimiya Shōko
Shōko Nishimiya ist die weibliche Hauptfigur in A Silent Voice. Sie ist seit ihrem 3. Lebensjahr gehörlos. Im Manga wird der Grund für ihre Beeinträchtigung bekannt: Ihr Vater steckte Nishimiyas Mutter während ihrer Schwangerschaft mit einem Virus an, was zu der Gehörlosigkeit Nishimiyas führte. Die Familie des Vaters setzte diesen unter Druck die Scheidung einzureichen, nachdem diese von der Beeinträchtigung von Shōko erfuhren. In der Grundschule wurde Nishimiya wegen ihrer Gehörlosigkeit gemobbt – allen voran von Shōya –, wodurch sie die Schule wechseln musste. Jahre später sucht er nach ihr um sich für sein damaliges Verhalten entschuldigen zu können. Obwohl sie einen Groll gegen ihn hegt, akzeptiert sie die Entschuldigung und beginnt mit Ishida Zeit zu verbringen. Sie wird als eine Person gezeigt, die meistens keinen Ärger gegenüber ihren Angreifern empfindet, sondern diese anlächelt. Andere, allen voran Naoka Ueno, denken, dass Nishimiya sie zum Narren hält und stellt sie zur Rede. Shōko Nishimiya hegt aufgrund ihrer Beeinträchtigung eine Form von Selbsthass und entwickelt Lebensmüdigkeit. Als sie herausfindet, dass Ishida ihretwegen alle Freunde verloren hat, versucht sie sich umzubringen, wird aber im letzten Moment von Ishida unter Einsatz seines Lebens gerettet. Nach diesem Ereignis erkennt Nishimiya, wie egoistisch sie gewesen ist und entschließt sich für Ishida zu bessern. Sie ist in Ishida verliebt und versucht sich ihm zu offenbaren, jedoch versteht er sie aufgrund ihres Sprachfehlers nicht und bleibt ihrer Gefühle unbewusst. Am Ende der Mangaserie, kehrt sie nach einem abgeschlossenen Studium in Tokio in ihre Heimat zurück und trifft am Seijin no Hi, einem in Japan gesetzlichen Feiertag zu Ehren der Erreichten Volljährigkeit, erneut auf Ishida.
Im Film wird Nishimiya etwas anders dargestellt. Dort hegt sie gegenüber Ishida keinen Groll, sondern wirkt beim ersten Aufeinandertreffen der beiden nach den Geschehnissen in der Grundschule ängstlich. Auch wird sie als eine unsichere Person gezeigt, die sich bei jedem noch so kleinen Fehler entschuldigt.

## Nebenfiguren

### Yuzuru Nishimiya
- 西宮 結絃 Nishimiya Yuzuru

Yuzuru ist die jüngere Schwester von Shōko und besucht die Mittelschule. Sie hat sich die Haare kurz schneiden lassen, sodass ihre Mutter nicht die Haare ihrer älteren Schwester abschneidet. Seitdem behält sie ihre Frisur bei. Dies hat zur Folge, dass Yuzuru häufig für einen Jungen gehalten wird; auch Ishida hält Yuzuru zunächst für Shōkos Freund. Yuzuru hat einen stark ausgeprägten Beschützerinstinkt und hasst jeden, der ihre Schwester jemals gemobbt hat; so auch Ishida. Als sie jedoch bemerkt, dass Ishida sich geändert hat, gibt sie nach und unterstützt Ishida mit ihrer Schwester auszugehen. Sie ist allerdings frustriert über ihre Zurückhaltung in ihrer Beziehung einen Schritt weiterzugehen. Yuzuru schwänzt sehr häufig den Unterricht und schießt Fotos von toten Tieren, sehr zum Ärger ihrer Mutter. Es wird bekannt, dass sie die Bilder nur zu dem Zweck macht, ihrer Schwester zu zeigen, wie schrecklich der Tod ist in der Hoffnung, dass sie sich nichts antut. Dies wird mit dem Suizidversuch ihrer Schwester als vergebliche Mühe dargestellt.
Im Film wird gezeigt, dass Yuzuru ihr burschikoses Aussehen gezielt dazu nutzt, um andere Menschen von ihrer Schwester fernzuhalten. Ishida offenbart Yuzuru, dass er sich selbst für sein erlittenes Schicksal verantwortlich macht und keineswegs nur darauf aus ist, sein Gewissen zu erleichtern, woraufhin sie ihm vergibt. Sie ist für Ishidas Suspendierung vom Unterricht verantwortlich, da sie im Internet ein Foto veröffentlicht, wie er von einer Brücke in den Fluss springt, was verboten zu sein scheint. Später erhält sie von Ishida Nachhilfe. Außerdem wird im Film gesagt, dass Yuzuru ein Talent beim Fotografieren zeige und deswegen ihre Bilder ohne ihres Wissens beim Präfektur-Wettbewerb eingereicht wurden, den sie später gewinnen sollte.

### Tomohiro Nagatsuka
- 永束 友宏 Nagatsuka Tomohiro

Tomohiro ist ein kleiner, korpulenter Mitschüler von Ishida während der Highschool. Er ist wie Ishida ein Einzelgänger. Nachdem ein anderer Mitschüler versucht, Tomohiros Fahrrad zu stehlen, bietet Ishida sein eigenes Rad an. Nagatsuka sieht diese freundliche Tat als eine unzerbrechliche Handlung einer Freundschaft an und wird unmittelbar darauf Ishidas selbsternannter bester Freund, der Anfang, diesen zu idolisieren. Er wird als etwas besitzergreifend gezeigt und mag es nicht, wenn Ishida andere Freundschaften knüpft. Nagatsuka ist dennoch sehr hilfsbereit und gibt Ishida oft Ratschläge. Tomohiro hat Pläne später Millionär zu werden und leiht seinen Freunden des Öfteren Geld. Er ist überzeugt, später ein Regisseur zu werden und meldet sich gemeinsam mit Ishida bei einem Filmwettbewerb an. Es wird gezeigt, dass sowohl Ueno als auch Kawai Tomohiro abstoßend finden, während es Ishida unbehaglich ist, dass Nagatsuka sich sehr für ihn ins Zeug legt, obwohl dieser kaum etwas über Ishida weiß. Auch wenn der Film letztlich zu einem Desaster wird, bestärkt dies Tomohiro am College, Filmwissenschaft zu studieren.
Tomohiro wird auch im Film als anhänglich dargestellt. Allerdings wird er hier von Kawai nicht als abstoßend, sondern als lustig empfunden. Es wird nicht gezeigt, dass er ein Interesse an Filmen hat und später in der Filmwirtschaft tätig sein will.

### Naoka Ueno
- 植野 直花 Ueno Naoka

Eine ehemalige Mitschülerin von Shōya Ishida und Shōko Nishimiya während der Grundschulzeit. Sie stand Ishida am nächsten. Ishide erinnert sich, dass sie ihn herumkommandiert habe und das sie seine Hauptmittäterin beim Mobben von Nishimiya war. Nachdem sich die Wege von Ishida und Ueno nach dem Wechsel in die Mittelschule trennten, treffen sie sich zufällig wieder. Ueno besucht mit Miyoko Sahara eine Mädchenschule und arbeitet zwischenzeitlich in einem Katzencafé, dem „Miau-Miau Club“. Es wird offenbart, dass Naoko in Ishida verliebt ist und aus diesem Grund angefangen hat Nishimiya zu drangsalieren um ihn zu beeindrucken. Als sie herausfindet, dass Nishimiya in der Schule Beleidigungen von Ishidas Tisch entfernt, kommt sie zum Schluss, dass auch Shōko Gefühle für ihn entwickelt haben könnte. Auch denkt sie, dass Nishimiya ihre Beeinträchtigung nutzt, um Ishidas Aufmerksamkeit zu erhalten, wodurch sie einen Groll und Eifersucht gegenüber Nishimiya hegt. Im Gegensatz zu Ishida, lernt Ueno nicht aus ihrer Vergangenheit, und mobbt Nishimiya nach ihrem Wiedersehen durch Miki Kawai und Miyoko Sahara weiterhin. Obwohl sie und Ishida nach der Grundschule auf unterschiedliche Schulen gehen, bekommt Ueno mit, wie Ishida wegen seines Verhaltens gegenüber Nishimiya in der Grundschule gemobbt wird. Sie fühlt sich schlecht, weil sie unfähig war um etwas dagegen zu unternehmen. Sie macht Nishimiya für die gesamten Geschehnisse und ihre Traurigkeit verantwortlich. Sie denkt, dass Shōko eine schwache Persönlichkeit ist, da sie sich nie zur Wehr setzt wenn sie von anderen drangsaliert wird. Obwohl sie in der Gruppe unter Ishidas Freunden ist, misstraut dieser ihr – dargestellt durch das X im Gesicht – zeigt sie ihre Eifersucht gegenüber Nishimiya und gesteht, dass sie Nishimiya nie als eine Freundin betrachten könne. Sie erklärt sich bereit Ishida wegen einen Kompromiss einzugehen, obwohl sie weiterhin Gefühle für diesen hegt. Auch nach der Entlassung Ishidas aus dem Krankenhaus misstraut er Ueno.
Im Film wird angedeutet, dass Ueno Gefühle für Ishida haben könnte, als diese ihm offenbart, dass sie in der Grundschule mehr Zeit hätte verbringen wollen. Im Vergnügungspark versucht sie, Ishida und Kazuki wieder näher zu bringen. Nachdem Ishida nach einem Sturz vom Balkon ins Krankenhaus eingeliefert wird, weicht sie nicht von seiner Seite. Auch wird gezeigt, dass Ishida Ueno nur kurz misstraut, aber am Ende sich doch noch mit ihr anfreundet.

### Miyoko Sahara
- 佐原 みよこ Sahara Miyoko

Miyoko ist eine ehemalige Mitschülerin von Shōya Ishida und Shōko Nishimiya. Sie ist freundlich und die Einzige, die bereitwillig war, die Gebärdensprache zu lernen, um sich mit Nishimiya anzufreunden, was dazu führte, dass auch Sahara Ziel diverser Mobbingattacken wurde und deswegen ihren Unterricht im Krankenzimmer der Schule zu absolvieren. Mehrere Jahre nach den Vorfällen in der Grundschule sucht Ishida Sahara auf, damit diese sich wieder mit Shōko anfreunden kann. Sie wird wegen ihres unorthodoxen Modesinns von Ueno gemobbt. Dennoch stehen sich beide nahe und Sahara bezeichnet sie weiterhin als beste Freundin. Mit der Zeit ist Miyoko gewachsen und aufgrund der Tatsache, dass sie hochhackige Schuhe trägt, wirkt sie wesentlich größer. Nach Ishida verbringt sie die meiste Zeit bei der Familie Nishimiya, obwohl die Beziehung durch Ishida, der alle Fesseln löst und seine Freunde beleidigt, belastet ist. Ishida bezeichnet Sahara als Feigling, die sofort die Flucht ergreift, wenn ein Problem auftritt. Sahara nimmt Kontakt mit Ishida auf und fragt, wie sie beweisen könne, dass sie gewachsen sei. Sahara ist es satt, dass Naoko Shōko für alles Geschehene verantwortlich macht und verteidigt Nishimiya für den Attacken Uenos während Ishida im Krankenhaus liegt. Nach ihrem Abschluss an der Highschool geht Sahara nach Tokio, um dort als Model zu arbeiten und nimmt Ueno mit.
Im Film wird nicht gezeigt, dass Sahara von Ueno drangsaliert wird. Sie geht nach der Mittelschule gemeinsam mit Ueno auf eine Mädchenschule und ist mit ihr befreundet.

### Miki Kawai
- 川井 みき Kawai Miki

Miki Kawai ist eine ehemalige Mitschülerin von Ishida und Nishimiya. Sie war in der Grundschule in der Schülervertretung. Sie ist populär, trägt die Verantwortung für viele Situation und wirkt auf den ersten Blick freundlich. Allerdings scheinen ihre Aktionen von ihrem akademischen Ansehen beeinflusst zu sein. Kawai hat eine narzisstische Seite, ist im Glauben, dass jeder sie lieben sollte und will bei jedem Problem als Opfer betrachtet werden. In der Grundschule beachtete Ishida Kawai kaum und denkt, dass auch Kawai am Mobbing beteiligt war. Obwohl sie am Mobbing wesentlich unbeteiligt war, unternahm sie nichts dagegen und lachte ab und zu über Nishimiya mit ihren Freunden, wodurch auch sie eine gewisse Verantwortung für Nishimiyas Schulwechsel trägt. Kawais Beschuldigung, Ishida sei ein Tyrann wirkt als Katalysator zu seiner sozialen Isolation. Kawai und Ishida werden in der Highschool erneut Klassenkameraden. Sie nimmt an Tomohiros Filmdreh teil und bringt Satoshi Mashiba, für den sie Gefühle hegt, mit sich. Es wird offenbart, dass sie schon immer Angst vor Ishida hatte und beschuldigt ihn sich nicht der Wahrheit zu stellen, als dieser sich abermals mit seinen Freunden überwirft. Als sie die Klasse später anregt Papierkraniche für Ishida, der nach der Rettung Nishimiyas ins Krankenhaus eingeliefert wurde, zu falten, zeigen sich ihre Mitschüler angewidert und beginnen Kawai im Geheimen zu drangsalieren. Durch die Erfahrung, selbst gemobbt zu werden, entschließt sich Kawai empathischer gegenüber anderen Menschen zu werden. Am Ende des Mangas überreicht sie Ishida die Papierkraniche, die seine Mitschüler angefertigt haben, und folgt Mashiba an die Universität um ein Lehramtsstudium aufzunehmen.
In der Adaptation wird Kawai weniger narzisstisch dargestellt. Allerdings ist sie in der filmischen Umsetzung als Mitläuferin auszumachen. Sie wird von Ishida nach Bekanntwerden des Mobbings als Mittäterin ausgemacht, woraufhin sie sich zu Unrecht beschuldigt sieht. Nachdem Ishida später durch Satoshi erfährt, dass Kawai ihn in vergangene Geschehnisse eingeweiht hat, stellt dieser Kawai zur Rede. Daraufhin gibt sie in der gesamten Klasse bekannt, dass Ishida Nishimiya in der Grundschule gemobbt hat. Ihre im Manga dargestellte narzisstische Seite wird im Film lediglich angedeutet, als Ishida seine Freunde zurechtweist. Er sagt gegenüber Kawai, „dass sie es schon immer geliebt“ habe, „sich selbst reden zu hören.“

### Kazuki Shimada
- 島田 一旗 Shimada Kazuki

Kazuki war während der gemeinsamen Zeit an der Grundschule Ishidas bester Freund und ein wesentlicher Mittäter beim Mobben von Nishimiya. Als Nishimiya die Schule wechselt, lädt er die gesamte Schuld auf Ishida ab und wird alsbald Anführer der Mobbingaktionen gegen Ishida: Er stiehlt dessen Schuhe, verprügelt ihn und schreibt jeden Morgen Beleidigungen und Drohungen auf seinem Schultisch. Naoka Ueno möchte, dass sich die beiden vertragen und wieder Freunde werden. Aus diesem Grund bringt sie Ishida in einen Vergnügungspark, wo Shimada arbeitet. Als Ishida ihn sieht, rennt er davon. Er kümmert sich nicht um Shimada und möchte nicht mehr befreundet sein. Es ist bekannt, dass er Ishida, nachdem er Nishimiya gerettet hat, aus dem Fluss zog, in den Ishida gefallen ist. Ishida weiß davon nichts, vor allem da Shimada Nishimiya bittet ihm nichts davon zu erzählen. Letztlich ist es Naoka, die Ishida offenbart, dass Shimada ihn aus dem Fluss gezogen und das Leben gerettet zu haben. Ob sich die beiden versöhnt haben bleibt indes unklar, da der Manga vor einem möglichen Wiedersehen der beiden endet.

### Keisuke Hirose
- 広瀬 啓祐 Hirose Keisuke

Wie Shimada war Hirose während der Zeit an der Grundschule einer der besten Freunde von Ishida. Nachdem Nishimiya die Schule wegen der ständigen Mobbingattacken Ishidas wechseln musste, schloss er sich Shimada an und beteiligte sich an Racheaktionen gegen Ishida. Nach seinem Abschluss behält er eine Nähe zu Shimada und wahrscheinlich auch zu Naoka.

### Takeuchi
- 竹内

Takeuchi war Ishidas Klassenlehrer in der Grundschule. Er ist ein oberflächlicher Mann, der die Anwesenheit von Nishimiya in der Klasse als unfair betrachtet. Während er seine Enttäuschung gegenüber Ishida wegen seiner Mobbingaktionen zum Ausdruck bringt, lacht er über die Witze, die über Nishimiya gemacht wurden. Nachdem sie die Schule wechselt, ist es Takeuchi der die Klasse dazu bringt, Ishida als Sündenbock für das Mobbing hinzustellen. Er widerstrebt den Glauben, dass Ishida selbst gemobbt werde, nachdem dieser dies sagt. Jahre später treffen sich die beiden wieder als Ishida auf der Suche nach geeigneten Filmplätzen ist. Takeuchi meint, dass Ishida zu einem guten jungen Mann herangewachsen sei und das all die schlimmen Erfahrungen in der Vergangenheit positiv dazu beigetragen haben. Satoshi Mashiba hasst es, wie Takeuchi über Shōko spricht und schüttet diesen sein Getränk ins Gesicht. Dies hat zur Folge, dass Takeuchi den Filmdreh an seiner Schule zunächst verbietet. Mit der Einlieferung Ishidas ins Krankenhaus und der Entschuldigung Mashibas lässt er die Freunde den Film dennoch in der Schule drehen.
Im Animefilm wird Takeuchi nicht als unfairer, aber als ein mit der Situation desinteressierter Lehrer dargestellt. Lediglich in der Szene, als er Shōko auffordert, eine Passage aus einem Buch vorzulesen, wird sein Unmut halbwegs dargestellt. Als das Mobbing bekannt wird, ist er es der Ishida direkt verdächtigt, der Haupttäter zu sein und befragt dessen Klassenkameraden, ob diese etwas in dieser Richtung mitbekommen haben. Es wird aber nicht gezeigt, dass er sich herablassend gegenüber Nishimiya verhalten hat.

### Kita
- 喜多

Ishidas und Nishimiyas Musiklehrerin in der Grundschule. Sie ist die einzige Lehrerin, die versucht hat mit Nishimiya klarzukommen. Sie versucht, die Klasse zu bewegen die Gebärdensprache zu lernen, jedoch wurde dies abgelehnt, da sie selbst keine Gebärden spricht. Kita integrierte Nishimiya später im Schulchor und trotz harten Übens verlor die Schule den Chorwettbewerb.
Im Film wird gezeigt, dass sie versucht, die Klasse zu animieren, Gebärden zu lernen. Dies wurde anders als in der Vorlage von den Schülern abgelehnt, da diese die Gebärdensprache für zu kompliziert halten und stattdessen das Notizbuch, mit denen die Schüler in Kontakt zu Nishimiya stehen, vorteilhafter sehen.

### Satoshi Mashiba
- 真柴 智 Mashiba Satoshi

Satoshi Mashiba ist ein junger Mann, der Interesse an Ishidas Freunden findet, nachdem er herausfindet, dass sie einen Film drehen wollen. Er ist bereitwillig, die Hauptrolle zu spielen. Er ist gut aussehend und hat genügend Talent um diese Rolle einzunehmen. Als Kind war Mashiba einsam, was die anderen Kinder, die ihn drangsalierten, für selbstverständlich hielten. Aufgrund seiner Erfahrungen mit Mobbing hat er eine Intoleranz für Mobber entwickelt. Er ist im Grunde ein ruhiger und besonnener Zeitgenosse, doch reagiert er äußerst gewaltbereit, wenn er Mobbing mitbekommt. Er ist sich über Kawais Gefühle im Unklaren bis Ishida dies öffentlich macht. Es wird später klar, dass er sich mit Ishida wegen dessen sozialer Ungeschicktheit anfreundet. Ishida bittet Mashiba ihn für seine vergangene Tat zu verprügeln. Er schlägt ihn daraufhin leicht. Ishida ist die erste Person, der er wegen Mobbings vergeben kann. Er studiert später auf Lehramt.
Im Film werden viele Facetten von Mashiba nicht erwähnt oder gezeigt. Auch ist es nicht Ishida, der Mashiba über seine Vergangenheit als Mobber aufklärt, sondern Miki. Es wird gezeigt, dass er eine ruhige und besonnene Person ist.

### Yaeko Nishimiya
- 西宮 八重子 Nishimiya Yaeko

Eine eher gefühlskalte Person. Sie ist die Mutter von Shōko und Yuzuru. Ihr Mann verließ sie auf Druck seiner Familie, nachdem bekannt wurde, dass Shōko gehörlos ist. Zu diesem Zeitpunkt war sie mit Yuzuru schwanger. Gemeinsam mit ihrer Mutter Ito zog sie ihre Kinder groß. Ito kümmert sich zum Beispiel um die Kinder, wenn sie auf der Arbeit ist. Zu Yuzuru hat sie ein problematisches Verhältnis, was durch Yuzurus Schulschwänzen und die Bilder toter Tiere verstärkt wird. Sie hat ihre älteste Tochter so lange an der Grundschule, an der sie gemobbt wurde gelassen, da sie hoffte, dass diese das stärken würde. Sie plante Shōkos Haare abzuschneiden, damit diese burschikos und tough aussieht, allerdings schnitt sich Yuzuru aus Protest ihre Haare kurz. Sie hasst Ishida für das Drangsalieren ihrer Tochter. Als sie ihn nach Jahren wiederseht verpasst sie ihm eine Ohrfeige. Nach dem Tod ihrer Mutter beginnt sie Ishida gegenüber offenherziger zu werden und dankt diesen für seine Freundschaft zu Yuzuru.
Im Film wird nichts über die familiären Hintergründe offenbart. Sie hat auch in der Adaptation eine zunächst unterkühlte Haltung zu Ishida. Erst als er ihren Töchtern beim Backen aushilft ändert sich das Verhältnis allmählich. Sie ist dankbar, dass Ishida ihrer Tochter das Leben gerettet hat und entschuldigt sich zunächst bei seiner Familie und nach seiner Entlassung aus dem Krankenhaus persönlich bei ihm.

### Ito Nishimiya
- 西宮 いと Nishimiya Ito

Ist die Großmutter von Shōko und Yuzuru. Nachdem ihr Vater die Familie verlassen hat, ist sie es die mit Yaeko die Kinder aufzog. Sie ist fürsorglich und weise. Sie kauft Yuzuru ihre erste Kamera und versucht sie zu überzeugen, dass ihre Mutter es nicht böse meint. Sie stirbt in einem hohen Alter.

### Miyako Ishida
- 石田 美也子 Ishida Miyako

Miyako ist die alleinerziehende Mutter von Shōya und dessen älterer Schwester. Sie betreibt einen Friseursalon. Sie ist liebevolle und freundliche Mutter. Als sie von den Mobbingattacken ihres Sohnes gegenüber Shōko Nishimiya erfährt und die Kosten von 1,7 Millionen Yen für die zerstörten Hörgeräte übernimmt, ist von ihrem Sohn enttäuscht. Sie erklärte, dass sie von seinem Plan sich umbringen gewusst habe und droht die Rückzahlung zu verbrennen, falls er jemals wieder versuchen wolle sich zu töten. Dabei verbrennt sie versehentlich das von Shōya verdiente Geld. Sie kümmert sich sehr um ihre Enkelin, ihren Sohn und lässt Yuzuru des Öfteren in der Nähe ihres Hauses spielen. Nachdem Ishida nach seiner Rettungsaktion ins Koma fällt, fühlt sie sich unbeholfen, obwohl sie versucht in ihrer Anwesenheit freundlich zu bleiben. Nach Shōyas Erwachen versöhnen sich die beiden und bauen eine persönliche Nähe zueinander auf.
Im Film wird gezeigt, dass Yaeko sich bei Shōyas Mutter entschuldigt, als dieser im Koma liegt und nicht erst als er entlassen wird.

### Maria Ishida
- 石田 マリア Ishida Maria

Maria ist Ishidas Nichte. Sie Japanbrasilianerin, da ihr Vater Brasilianer ist. Sie ist verwundert über den Unterschied zwischen toten und lebendigen Wesen. Nach dem Absturz ihres Onkels Shōya hat sie Angst, dass er gestorben sein könnte. Yuzuru sieht sich in der Verantwortung ihr den Unterschied zwischen Tod und Leben näher zu bringen.

### Shōyas Schwester
- 将也の姉 Shōya no Ane

Ishidas wesentlich ältere Schwester. Sie hat das College abgeschlossen als Ishida in der Grundschule war. Sie ist die einzige Figur in der Mangaserie, deren Gesicht nie zu sehen ist. Laut Ishida hatte seine Schwester viele Beziehungen zu Männern, eine Beziehung wurde wegen Ishidas Mobbing beendet. Sie geht später mit Pedro, einem Brasilianer aus. Dieser ist der Vater von Maria. Am Ende des Mangas wird angedeutet, dass sie das zweite Kind von Pedro erwarte.